# Magyar Egyesült Baloldal
A Magyar Egyesült Baloldal (röviden: MEBAL) a rendszerkritikus baloldal összefogására törekvő, szociális társadalmi-politikai mozgalom. Fővédnöke  Mészáros István az Egyesült Királyságban élő magyar filozófus, a Sussex-i Egyetem professzor emeritusa.

## Története
2009. áprilisában Krausz Tamás történész, Oroszország-szakértő, egyetemi tanár, politikus, az MSZP Baloldali Tömörülésének alapító tagja a „Good bye MSZP" című nyílt levél kíséretében kilépett az MSZP-ből. Időközben az ATTAC Magyarország körüli értelmiség alternatív gazdasági-társadalmi programtervezetet vázolt fel, amelynek vitája civil fórumokon megkezdődött. Krausz Tamás 2009. májusában egy új baloldali civil mozgalom létrehívásának gondolatával állt elő. A két törekvés, a program és a mozgalom a MEBAL megalakulásában egyesült. Az első nyilvános felhívás „egy új szociális mozgalom létrehívására” 2009. júniusában született meg. Civil szervezetekben folyó viták és beszélgetések után 2009. szeptember 26-án a Kossuth Klubban alakult meg a Magyar Egyesült Baloldal (MEBAL) szociális mozgalom 157 alapító taggal. A mozgalom ideiglenes ügyvivőket választott. A mozgalomhoz csatlakozott többek között a Munkáspárt 2006, a Zöld baloldal, a Marx Károly Társaság, a Feministák és az Alternatív Mozgalom a Baloldalért nevű szervezet.

## Az alapító szervezetek
- AMB (Alternatíva Mozgalom a Baloldalért)
- ATTAC Magyarország
- Eszmélet Baráti Kör
- Ferencvárosi Munkás Szabadidős Egylet
- Haladó Erők Fóruma
- Magyar Szociális Fórummozgalmakért Alapítvány
- TDM (Társadalmi Demokráciáért Mozgalom)
- Világszabadság internetes folyóirat szerkesztősége vilagszabadsag.hu

A MEBAL 2009. december 12-én a Kossuth Klubban szervezte meg a Közösségi Termelők Országos Értekezletét, ahol Rozsály, Aparhant és Szécsény községek közösségi termelési formáiról számoltak be a polgármesterek, illetve projektvezetők.
2010. május 22-én a mozgalom megtartotta első nyilvános közgyűlését, amelyen megalakul a MEBAL Egyesület, mint civil szervezet. Irányító szerve az Egyeztető Tanács.

## Program, célok, értékek
A mozgalom megalakulásakor az „alul lévők” nemzeti (és nemzetközi) méretű megszervezését tűzte ki maga elé a közösségi-szövetkezeti termelési formák intézményesítésén, a társadalmi önszerveződés és önvédelem támogatásán, valamint a környezetpusztítás megállításán keresztül.
A Magyar Egyesült Baloldal azt is szeretné elérni, hogy Magyarország lépjen ki a NATO-ból, egy Szociális Európa jöjjön lére az Európai Unió helyett, a lisszaboni szerződésről pedig tartsanak népszavazást.
A mozgalom négy fő témában határozta meg értékeit:
- A baloldaliság egyenlő a közösségiséggel, és elvetik a kapitalizmust.
- A magyarság a nemzet, és mindenki a nemzet azonos jogú tagja.
- Demokrácia alatt a demokratikus jogok közvetlen gyakorlását értik.
- Hisznek a közjavakban és a közösségek termelési önszerveződésében.

## A 90 fokos fordulat
A MEBAL programját, a "90 fokos fordulatot" az ATTAC Magyarország Tudományos Tanácsának hat tagja állította össze és bocsátotta a mozgalom, illetve bármely olyan szerveződés, párt rendelkezésére, amely magára vállalja annak megvalósítását. A mozgalom állami bankot hozna létre, megszüntetné a magániskolák állami támogatását. Megszüntetnék a magán nyugdíjpénztárakat, lejjebb vinné a nyugdíjkorhatárt, leállítaná a kilakoltatásokat is. Bevezetnék a 35 órás munkahetet.